# Landtagswahl in Schleswig-Holstein 2017
- SPD: 21
- Grüne: 10
- SSW: 3
- FDP: 9
- CDU: 25
- AfD: 5

- Regierung: 44
- Opposition: 29

Die Landtagswahl in Schleswig-Holstein 2017 war die Wahl zum 19. Landtag von Schleswig-Holstein. Sie fand am 7. Mai 2017 statt. Wahlberechtigt waren mehr als 2,3 Millionen Schleswig-Holsteiner, darunter zum ersten Mal auch rund 57.000 Jugendliche ab 16 Jahren. Die Wahlbeteiligung lag bei 64,2 Prozent, 2012 hatte sie bei 60,2 Prozent gelegen.
Die Regierungsparteien SPD, Grüne und SSW verzeichneten leichte bis mittlere Verluste, CDU und FDP dementsprechende Gewinne. Die knappe Mehrheit der Regierungskoalition ging verloren. Die Piratenpartei verlor etwa 85 % ihrer Wähler und war nicht mehr im Landtag vertreten, hingegen zog die AfD mit knapp 6 Prozent erstmals ins schleswig-holsteinische Parlament ein. Die Linkspartei verbesserte sich, blieb aber wie die anderen Parteien unter 5 Prozent.

## Ausgangslage
Bei der vorangegangenen Wahl 2012 hatte die CDU mit 30,8 Prozent die meisten Stimmen erhalten, gefolgt von der SPD mit 30,4 Prozent und den Grünen mit 13,2 Prozent. Die Linke schied mit 2,3 Prozent aus dem Landtag aus. Der Piratenpartei gelang mit 8,2 Prozent der Stimmen der Einzug in den Landtag. Die FDP lag 51 Stimmen vor der Piratenpartei. Der SSW ist infolge der Bonn-Kopenhagener Erklärungen von der Fünf-Prozent-Hürde ausgenommen und ihm reichten somit 4,6 Prozent für den Einzug in den Landtag. Die Wahlbeteiligung sank um 13,4 Prozentpunkte auf 60,2 Prozent. Nach Sondierungsgesprächen kam es zur Koalitionsregierung aus SPD, Grünen und SSW in einer sogenannten Dänen-Ampel (auch Küstenkoalition genannt).

## Parteien und Kandidaten

### Kandidaten
425 Bewerber traten zur Wahl an. 289 Bewerber (2012: 232) kandidierten für ein Direktmandat in den 35 Wahlkreisen. 328 Bewerber (2012: 303) stellten sich auf 13 Landeslisten zur Wahl. 309 Kandidaten standen 116 Kandidatinnen gegenüber. Damit sank die Frauenquote gegenüber 2012 leicht auf 27,3 Prozent.

### Parteien
Die Landeslisten der 13 folgenden Parteien wurden vom Landeswahlausschuss zugelassen:
| Partei                                                                                        | Kürzel       | Mitglieder (2017) | Ergebnis 2012 | Direktkandidaten | Spitzenkandidat    |
| --------------------------------------------------------------------------------------------- | ------------ | ----------------- | ------------- | ---------------- | ------------------ |
| Christlich Demokratische Union Deutschlands                                                   | CDU          | 19.521            | 30,8 %        | 35               | Daniel Günther     |
| Sozialdemokratische Partei Deutschlands                                                       | SPD          | 17.300            | 30,4 %        | 35               | Torsten Albig      |
| Bündnis 90/Die Grünen                                                                         | GRÜNE        | 2.391             | 13,2 %        | 35               | Monika Heinold     |
| Freie Demokratische Partei                                                                    | FDP          | 2.099             | 8,2 %         | 35               | Wolfgang Kubicki   |
| Piratenpartei Deutschland                                                                     | PIRATEN      | 450               | 8,2 %         | 35               | Patrick Breyer     |
| Südschleswigscher Wählerverband                                                               | SSW          | 3.550             | 4,6 %         | 12               | Lars Harms         |
| Die Linke                                                                                     | DIE LINKE    | 1.051             | 2,3 %         | 35               | Marianne Kolter    |
| Familien-Partei Deutschlands                                                                  | FAMILIE      | 118               | 1,0 %         | 4                | Kirsten Bollongino |
| Freie Wähler                                                                                  | FREIE WÄHLER | 90                | 0,6 %         | 16               | Thomas Thedens     |
| Alternative für Deutschland                                                                   | AfD          | 960               | —             | 26               | Jörg Nobis         |
| Liberal-Konservative Reformer                                                                 | LKR          | 108               | —             | 13               | Jürgen Joost       |
| Partei für Arbeit, Rechtsstaat, Tierschutz, Elitenförderung und basisdemokratische Initiative | Die PARTEI   | 686               | —             | 3                | Hannah Bierstedt   |
| Zukunft. Schleswig-Holstein                                                                   | Z.SH         | 68                | —             | 2                | Lasse Lorenzen     |

15 Parteien und politische Vereinigungen haben fristgerecht bis zum 24. Februar ihre Wahlteilnahme angezeigt. Davon wurden 14 durch den Landeswahlausschuss als Parteien anerkannt. Die Initiative 146 wurde nicht als Partei anerkannt. Sieben Parteien konnten Wahlvorschläge ohne Unterstützungsunterschriften einreichen, da sie im Landtag oder mit mindestens einem in Schleswig-Holstein gewählten Abgeordneten im Deutschen Bundestag vertreten sind. Nicht im Landtag vertretene Parteien hatten 1000 Unterstützungsunterschriften vorzulegen. Die Liste der Partei „Die Gerade Partei“ (DGP) wurde nicht zugelassen, weil ihr nicht die mindestens 1000 Unterstützungsunterschriften von Wahlberechtigten mit der Bescheinigung des Wahlrechts der Unterzeichner beigefügt waren.

### Wahlprogramme, Spitzenkandidaten und Ziele

#### Im Landesparlament vertretene Parteien
Spitzenkandidat der CDU Schleswig-Holstein war ihr Landes- und Fraktionsvorsitzender Daniel Günther. Die CDU setzte auf sicheres Leben in Schleswig-Holstein. Dazu gehörte nicht nur die innere Sicherheit, sondern auch, dass die Institutionen des Staates ihre Aufgaben zügig und verlässlich erledigen.
Der Ministerpräsident Torsten Albig war wie bei der Landtagswahl 2012 der Spitzenkandidat der SPD Schleswig-Holstein.
Spitzenkandidatin der Grünen war ihre Finanzministerin Monika Heinold.
Wolfgang Kubicki war zum sechsten Mal Spitzenkandidat der FDP Schleswig-Holstein. In ihrem Wahlprogramm forderte die FDP, die Elternbeiträge bei 200 Euro für Kinder unter drei Jahren und bei 150 Euro bis zu sechs Jahren zu deckeln. Die Forderung nach einem Investitionsgebot in die Verfassung und eine Änderungen bei Grunderwerbssteuer waren weitere Kernpunkte im Wahlprogramm.
Die Piratenpartei Schleswig-Holstein setzte sich in ihrem Wahlprogramm für ihre Kernthemen Transparenz, Bürgerbeteiligung, Datenschutz und Bildung ein. Spitzenkandidat war ihr Fraktionsvorsitzender Patrick Breyer.
Lars Harms war Spitzenkandidat und Vorsitzender des SSW im Landtag Schleswig-Holstein.
|                |               |                |                  |                |            |
| Daniel Günther | Torsten Albig | Monika Heinold | Wolfgang Kubicki | Patrick Breyer | Lars Harms |
| CDU            | SPD           | Grüne          | FDP              | Piraten        | SSW        |

#### Nicht im Landtag vertretene Parteien
Der Spitzenkandidat der AfD Schleswig-Holstein war Jörg Nobis. Die AfD forderte direkte Demokratie nach Schweizer Vorbild, eine Stärkung von Polizei und Justiz, die Stärkung der klassischen Familie, die Erhaltung des mehrgliedrigen Schulsystems, die Einführung eines Straftatbestandes der Steuerverschwendung, die Abschaffung der Grunderwerbsteuer und des Erneuerbare-Energien-Gesetzes, Verbesserungen in der Nutztierhaltung, ein Ende der Flüchtlingspolitik seit 2015, eine konsequente Durchsetzung von abgelehnten Asylanträgen und eine Mitbestimmung der Bürger über Integrations- und Zuwanderungsfragen.
Die Spitzenkandidatin für Die Linke Schleswig-Holstein war Marianne Kolter. Der Titel ihres Wahlprogramms lautete: „Für ein solidarisches Schleswig-Holstein. Eine starke LINKE verändert das Land.“ Die Linke forderte darin unter anderem die Bekämpfung von Kinderarmut und Altersarmut, bezahlbare Wohnungen und gute Bildung.
Spitzenkandidatin der Familien-Partei war ihre stellvertretende Bundesvorsitzende Kirsten Bollongino aus Büchen. Die Familien-Partei forderte das Familienwahlrecht, da gesellschaftliche Prozesse für alle – ob jung, ob alt – entschieden werden. Bildung war ein Schwerpunkt im Landeswahlprogramm. Unter anderem sollten die Schülerbeförderung, die Erstausbildung und Sport- und Kulturvereine kostenfrei sein. Verbesserung der Infrastruktur und die Vereinbarkeit von Familie und Beruf waren weitere Kernanliegen der Partei im Wahlkampf sowie wie ein Zuschuss zum Familienurlaub für finanzschwache Familien.
Kernanliegen der Freien Wähler in ihrem Wahlprogramm waren die Themen Bildung, Sicherheit und Infrastruktur. Ihr Spitzenkandidat war Thomas Thedens aus Bad Segeberg.
Die Liberal-Konservativen Reformer (LKR) traten mit ihrem Spitzenkandidaten und Landesvorsitzenden Jürgen Joost erstmals zu einer Landtagswahl in Schleswig-Holstein an. Energiepolitik, Infrastruktur, Sicherheit, Familienpolitik und Bildungspolitik waren ihre Hauptanliegen im Wahlkampf.
Die Satire-Partei Die PARTEI trat erstmals mit einer Landesliste zu einer Landtagswahl in Schleswig-Holstein an. Sie forderte unter anderem die Umwandlung der HSH Nordbank in eine staatliche Brauerei („HSH Nordbier“), außerdem wollte sie eine Vergrößerung des „Indianer-Reservats“ in Bad Segeberg und mehr Rechte für Nichtraucher und Raucher.
Die Partei „Zukunft.Schleswig-Holstein“ (Z.SH) ging aus einem Bürgerbegehren hervor, das sich für die Sicherung der medizinischen Grundversorgung im Kreis Nordfriesland einsetzte, wo sie auch ihren Schwerpunkt hatte. Sie trat außerdem allgemein für die Förderung des ländlichen Raums vor allem an der Westküste und für den Erhalt örtlicher Polizeistationen ein.

## Umfragen und Prognosen

### Sonntagsfrage
| Institut                | Datum      | CDU    | SPD    | Grüne  | FDP    | Piraten | SSW   | Linke | AfD   | Sonst. |
| ----------------------- | ---------- | ------ | ------ | ------ | ------ | ------- | ----- | ----- | ----- | ------ |
| Landtagswahl 2017       | 07.05.2017 | 32,0 % | 27,3 % | 12,9 % | 11,5 % | 1,2 %   | 3,3 % | 3,8 % | 5,9 % | 2,3 %  |
| Forschungsgruppe Wahlen | 04.05.2017 | 32 %   | 29 %   | 12 %   | 11 %   | –       | 3 %   | 4,5 % | 6 %   | 2,5 %  |
| INSA                    | 29.04.2017 | 33 %   | 29 %   | 12 %   | 10 %   | –       | 4 %   | 5 %   | 5 %   | 2 %    |
| Infratest dimap         | 27.04.2017 | 32 %   | 31 %   | 12 %   | 8,5 %  | –       | 3 %   | 4,5 % | 6 %   | 3 %    |
| Forschungsgruppe Wahlen | 27.04.2017 | 32 %   | 30 %   | 12 %   | 9 %    | –       | 3 %   | 5 %   | 6 %   | 3 %    |
| Infratest dimap         | 20.04.2017 | 31 %   | 33 %   | 12 %   | 9 %    | –       | 3 %   | 4 %   | 5 %   | 3 %    |
| Infratest dimap         | 06.04.2017 | 30 %   | 33 %   | 12 %   | 9 %    | –       | 3 %   | 4 %   | 7 %   | 2 %    |
| Infratest dimap         | 16.03.2017 | 27 %   | 33 %   | 14 %   | 9 %    | –       | 3 %   | 4 %   | 7 %   | 3 %    |
| Infratest dimap         | 09.12.2016 | 34 %   | 26 %   | 15 %   | 9 %    | –       | 3 %   | 5 %   | 6 %   | 2 %    |
| INSA                    | 19.10.2016 | 26 %   | 31 %   | 13 %   | 12 %   | 1 %     | 4 %   | 4 %   | 6 %   | 3 %    |
| Forsa                   | 16.04.2016 | 28 %   | 28 %   | 16 %   | 9 %    | 1 %     | 4 %   | 3 %   | 9 %   | 2 %    |
| Infratest dimap         | 31.10.2014 | 34 %   | 29 %   | 15 %   | 3 %    | 2 %     | 3 %   | 5 %   | 7 %   | 2 %    |
| Infratest dimap         | 07.05.2013 | 34 %   | 31 %   | 15 %   | 6 %    | 3 %     | 4 %   | 3 %   | –     | 4 %    |
| Landtagswahl 2012       | 06.05.2012 | 30,8 % | 30,4 % | 13,2 % | 8,2 %  | 8,2 %   | 4,6 % | 2,3 % | n.k.  | 2,3 %  |

### Direktwahl Ministerpräsident
Für die Frage, wen die Bürger direkt zum Ministerpräsidenten wählen würden, gaben die Meinungsforschungsinstitute folgende Werte an:
| Institut                | Datum      | Torsten Albig (SPD) | Daniel Günther (CDU) |
| ----------------------- | ---------- | ------------------- | -------------------- |
| Forschungsgruppe Wahlen | 07.05.2017 | 43 %                | 37 %                 |
| Infratest dimap         | 07.05.2017 | 48 %                | 39 %                 |
| Forschungsgruppe Wahlen | 04.05.2017 | 43 %                | 36 %                 |
| Infratest dimap         | 27.04.2017 | 48 %                | 27 %                 |
| Forschungsgruppe Wahlen | 27.04.2017 | 46 %                | 31 %                 |
| Infratest dimap         | 20.04.2017 | 55 %                | 26 %                 |
| Infratest dimap         | 06.04.2017 | 51 %                | 25 %                 |
| Infratest dimap         | 16.03.2017 | 50 %                | 21 %                 |
| Infratest dimap         | 09.12.2016 | 50 %                | 23 %                 |

## Wahlkreise und -verfahren

Wahlkreiseinteilung 2017

Am 22. April 2015 beschloss der Wahlkreisausschuss aufgrund der Bevölkerungsentwicklung in den Wahlkreisen eine Neueinteilung. So wurde der Wahlkreis Lübeck-Süd wiederhergestellt, während der Wahlkreis Schleswig-Nord aufgelöst wurde. Auch andere Wahlkreise wurden neu abgegrenzt und umbenannt. Die Neueinteilung trat am 29. Mai 2015 in Kraft.
Bei der Wahl galt die Fünf-Prozent-Hürde. Infolge der Bonn-Kopenhagener Erklärungen sind Parteien der dänischen Minderheit wie der SSW davon ausgenommen.
Erstmals wurden die Wahlbenachrichtigungen in Leichter Sprache verfasst, was bei den Bürgern zu Diskussionen führte.
Wie bei anderen Wahlen auch war bei dieser Wahl die Briefwahl beziehungsweise die Wahl vor dem eigentlichen Wahltermin im Wahlbüro möglich. Der späteste Termin dafür war der 5. Mai.

## Ergebnis
Die Regierungsparteien SPD, Grüne und SSW verzeichneten leichte bis mittlere Verluste, CDU und FDP dementsprechende Gewinne. Die knappe Mehrheit der Regierungskoalition ging verloren. Die Piratenpartei verlor etwa 85 % ihrer Wähler und war nicht mehr im Landtag vertreten, hingegen zog die AfD mit knapp 6 Prozent erstmals ins schleswig-holsteinische Parlament ein. Die Linkspartei verbesserte sich, blieb aber wie die anderen Parteien unter 5 Prozent.

Wahlkreisgewinner nach Parteien

| Listen                    | Listen            | Erststimmen | Erststimmen | Erststimmen | Erststimmen | Zweitstimmen | Zweitstimmen | Zweitstimmen | Zweitstimmen | Mandate | Mandate |
| Listen                    | Listen            | Stimmen     | %           | +/-         | Mandate     | Stimmen      | %            | +/-          | Mandate      | Anzahl  | +/-     |
| ------------------------- | ----------------- | ----------- | ----------- | ----------- | ----------- | ------------ | ------------ | ------------ | ------------ | ------- | ------- |
|                           | CDU               | 565.065     | 38,6        | +1,8        | 25          | 471.460      | 32,0         | +1,2         | –            | 25      | +3      |
|                           | SPD               | 479.840     | 32,8        | –3,1        | 10          | 401.806      | 27,3         | –3,2         | 11           | 21      | –1      |
|                           | GRÜNE             | 131.446     | 9,0         | –1,6        | –           | 190.181      | 12,9         | –0,3         | 10           | 10      | –       |
|                           | FDP               | 106.074     | 7,2         | +3,0        | –           | 169.037      | 11,5         | +3,3         | 9            | 9       | +3      |
|                           | AfD               | 60.990      | 4,2         | N/A         | –           | 86.711       | 5,9          | N/A          | 5            | 5       | +5      |
|                           | DIE LINKE         | 51.182      | 3,5         | +1,1        | –           | 56.018       | 3,8          | +1,6         | –            | –       | –       |
|                           | SSW               | 30.193      | 2,1         | –0,4        | –           | 48.968       | 3,3          | –1,3         | 3            | 3       | –       |
|                           | PIRATEN           | 21.942      | 1,5         | –5,9        | –           | 17.091       | 1,2          | –7,0         | –            | –       | –6      |
|                           | FAMILIE           | 2.393       | 0,2         | +0,2        | –           | 9.262        | 0,6          | –0,3         | –            | –       | –       |
|                           | FREIE WÄHLER      | 7.816       | 0,5         | +0,5        | –           | 8.369        | 0,6          | ±0,0         | –            | –       | –       |
|                           | Die PARTEI        | 1.908       | 0,1         | +0,1        | –           | 8.219        | 0,6          | +0,6         | –            | –       | –       |
|                           | ZSH               | 1.167       | 0,1         | N/A         | –           | 4.333        | 0,3          | N/A          | –            | –       | –       |
|                           | LKR               | 2.739       | 0,2         | N/A         | –           | 3.053        | 0,2          | N/A          | –            | –       | –       |
|                           | Einzelbewerber    | 1.851       | 0,1         | ±0,0        | –           | –            | –            | –            | –            | –       | –       |
| Gesamt                    | Gesamt            | 1.464.606   | 100         |             | 35          | 1.474.508    | 100          |              | 38           | 73      | +4      |
|                           |                   |             |             |             |             |              |              |              |              |         |         |
| Ungültige Stimmen         | Ungültige Stimmen | 23.748      | 1,6         | –0,5        |             | 13.846       | 0,9          | –0,5         |              |         |         |
| Wähler                    | Wähler            | 1.488.354   | 64,2        | +4,0        |             | 1.488.354    | 64,2         | +4,0         |              |         |         |
| Wahlberechtigte           | Wahlberechtigte   | 2.318.022   |             |             |             | 2.318.022    |              |              |              |         |         |
|                           |                   |             |             |             |             |              |              |              |              |         |         |
| Quelle: Statistisches Amt |                   |             |             |             |             |              |              |              |              |         |         |

### Wahlkreise
Die CDU gewann 25 Wahlkreise und damit drei mehr als 2012, die SPD hielt 10. Da der CDU gemäß ihrem Stimmenanteil nur 24 Mandate zugestanden hätten, wurden zusätzlich zu deren Überhangmandat noch drei Ausgleichsmandate vergeben, und zwar je eines an SPD, AfD und SSW.

### Frauenanteil
Dem gewählten Landtag gehören prozentual weniger Frauen als in vorherigen Wahlperioden an. 22 Frauen wurden gewählt, das entspricht 30,1 Prozent der 73 Abgeordneten. 2012 waren es 39,1 Prozent, 2009 gehörten 36,8 Prozent Frauen dem Landtag an, 2005 waren es 34,7 Prozent und 1996 41,3 Prozent.
Den höchsten Anteil an Frauen in der 19. Wahlperiode entsenden entsprechend den Quotierungsregeln der Partei Bündnis 90/Die Grünen mit 50 Prozent der zehn Mandatsinhaber. Fast die Hälfte sind es bei der SPD mit zehn Frauen unter den 21 Abgeordneten. Die CDU stellt drei Frauen unter ihren 25 Abgeordneten. Die FDP hat zwei Frauen unter neun Landtagsmitgliedern, die AfD eine Frau unter fünf und der SSW stellt eine unter seinen drei Landtagsmitgliedern.

## Regierungsbildung
| Koalitionsoption                 | Sitze |
| -------------------------------- | ----- |
| Sitze gesamt                     | 73    |
| Absolute Mehrheit (ab 37 Sitzen) |       |
| CDU, SPD                         | 46    |
| CDU, Grüne, FDP                  | 44    |
| SPD, Grüne, FDP                  | 40    |
| CDU, FDP, SSW                    | 37    |

Nach der Wahl schloss Wolfgang Kubicki eine Ampelkoalition unter der Führung Albigs aus. Ebenso schloss Daniel Günther eine große Koalition zwischen CDU und SPD aus. Nach fünf Wochen Verhandlung vereinbarten CDU, Grüne und FDP, eine Koalition zu schließen. Am 28. Juni 2017 wurde Daniel Günther zum Ministerpräsidenten gewählt, er hat daraufhin sein Kabinett ernannt.

## Weitere Entwicklungen in der Legislaturperiode
Mit dem Ausschluss der Abgeordneten Doris von Sayn-Wittgenstein und dem Rücktritt des Abgeordneten Frank Brodehl verlor die AfD-Fraktion am 25. September 2020 ihren Status als Landtagsfraktion.